# Henrys lag
Henrys lag, som formulerades av den engelske kemisten William Henry, säger att koncentrationen av löst gas i en vätska är proportionell mot gasens partialtryck i gasfasen ovanför vätskan.

## Definition
Henrys lag kan skrivas som:
{\displaystyle c=K_{H}^{cp}\cdot p}
eller
{\displaystyle K_{H}^{cp}=c/p}
där {\textstyle p} är partialtrycket för ämnet i gasfasen och {\textstyle c} är dess koncentration i lösningen som är i kontakt med gasen. {\textstyle K_{H}^{cp}} är den så kallade Henrys lags konstant som är olika stor för olika gaser. Enheten på konstanten för Henrys lag beror på vilka enheter man väljer för att uttrycka partialtryck och koncentration. En vanlig enhet är Pa·m3/mol, och då måste trycket anges i Pascal och koncentrationen som mol/m3. Ju högre värde för Henrys lags konstant (enligt ekvationen ovan), desto större tendens har gasen att lösa sig i vätskan.
Henrys lag kan även skrivas som:
{\displaystyle p=K_{H}^{pc}\cdot c}
och därmed blir konstanten i Henrys lag kvoten mellan partialtrycket och koncentrationen. Ett högre värde för konstanten innebär då att ämnet har en större flyktighet, eller tendens att avgå till gasfasen. När man i praktiken använder Henrys lags konstant måste man alltid vara mycket noga med att notera hur konstanten är definierad och vilken enhet den är uttryckt i.

## Henrys konstant
Man kan dessutom definiera en dimensionslös konstant, vilken ofta benämns Henrys konstant och kan skrivas som:
{\displaystyle K_{aw}={\frac {K_{H}^{cp}}{RT}}}
där Kaw är Henrys konstant, R är den allmänna gaskonstanten, och T är den absoluta temperaturen (i kelvin). Konstanterna är temperaturberoende; de värden som anges i tabeller gäller ofta för en temperatur av 25 grader Celsius. I princip kan van't Hoffs ekvation användas för att räkna om värdet till olika temperaturer.
Fördelningen av ett ämne mellan lösning och gasfas kan i princip även beräknas med Raoults lag. Allmänt gäller att Henrys lag är ett klart bättre val då ämnet i fråga förekommer i låg koncentration i vätskeblandningen; se i övrigt under Raoults lag.

## Exempel på användningsområden
Henrys lag används ofta inom miljökemin för att uppskatta hur mycket av ett organiskt miljögift som kan avgå från mark och vatten till atmosfären. Ämnen med höga värden för Henrys lags konstant kan drivas av från förorenad mark med vakuumextraktion och så kallad air sparging.